# Bathycongrus vicinalis
Bathycongrus vicinalis е вид змиорка от семейство Congridae. Видът не е застрашен от изчезване.

## Разпространение и местообитание
Разпространен е в Бахамски острови, Бразилия, Куба и Мексико.
Среща се на дълбочина от 101 до 503 m, при температура на водата от 9,3 до 20,8 °C и соленост 35,1 – 36,7 ‰.

## Описание
На дължина достигат до 46,2 cm.